# Giải vô địch bóng đá nữ U-20 Nam Mỹ 2006
Giải vô địch bóng đá nữ U-20 Nam Mỹ 2006 diễn ra tại Chile từ 4 tháng 1 tới 20 tháng 1 năm 2006. Giải được tổ chức nhằm chọn ra một đại diện của khu vực Nam Mỹ tham dự Giải vô địch bóng đá nữ U-20 thế giới 2006.

## Vòng một
Hai đội đầu mỗi bảng lọt vào vòng đấu cuối cùng.

### Bảng A
| Đội       | Tr | T | H | B | BT | BB | HS  | Đ  |
| --------- | -- | - | - | - | -- | -- | --- | -- |
| Brasil    | 4  | 4 | 0 | 0 | 28 | 1  | +27 | 12 |
| Perú      | 4  | 2 | 1 | 1 | 6  | 9  | –3  | 7  |
| Chile     | 4  | 1 | 1 | 2 | 9  | 15 | –6  | 4  |
| Venezuela | 4  | 0 | 3 | 1 | 5  | 12 | –7  | 3  |
| Uruguay   | 4  | 0 | 1 | 3 | 3  | 14 | –11 | 1  |

| Chile       | 1 – 8    | Brasil                                                                    |
| ----------- | -------- | ------------------------------------------------------------------------- |
| Coihuin 74' | Chi tiết | 9', 45', 66', 75' Marta · 10' Francielle · 30', 35' Adriane · 81' Josiane |

| Perú        | 1 – 0 | Uruguay |
| ----------- | ----- | ------- |
| Dorador 39' |       |         |

| Brasil                                                                        | 8 – 0    | Uruguay |
| ----------------------------------------------------------------------------- | -------- | ------- |
| Renata 8' · Marta 13', 16', 58', 78' · Maurine 34' · Adriane 39' · Monica 79' | Chi tiết |         |

| Chile                 | 2 – 2    | Venezuela                          |
| --------------------- | -------- | ---------------------------------- |
| Pardo 27' · Rojas 30' | Chi tiết | 28' Ramirez · 61' (l.n.) Castañeda |

| Perú        | 1 – 1    | Venezuela  |
| ----------- | -------- | ---------- |
| Dorador 45' | Chi tiết | 40' Lovera |

| Chile                                 | 3 – 1    | Uruguay        |
| ------------------------------------- | -------- | -------------- |
| Coihuin 29' · Herrera 52' · Rojas 73' | Chi tiết | 78' Maggiolini |

| Uruguay        | 2 – 2    | Venezuela              |
| -------------- | -------- | ---------------------- |
| Rusch 46', 54' | Chi tiết | 21' Gamboa · 73' Girón |

| Brasil                                               | 5 – 0 | Perú |
| ---------------------------------------------------- | ----- | ---- |
| Luana 27' · Renata 37', 46' · Marta 85' (ph.đ.), 86' |       |      |

| Brasil                                                                               | 7 – 0    | Venezuela |
| ------------------------------------------------------------------------------------ | -------- | --------- |
| Renata 3' · Fabiana 20' · Marta 36' · Danielli 55' · Josiane 73' · Adrianne 81', 86' | Chi tiết |           |

| Chile                       | 3 – 4    | Perú                                      |
| --------------------------- | -------- | ----------------------------------------- |
| Quezada 7', 19' · Pardo 41' | Chi tiết | 4', 60' Morote · 6' Chevlin · 38' Dorador |

### Bảng B
| Đội       | Tr | T | H | B | BT | BB | HS | Đ  |
| --------- | -- | - | - | - | -- | -- | -- | -- |
| Argentina | 4  | 3 | 1 | 0 | 11 | 3  | +8 | 10 |
| Paraguay  | 4  | 3 | 0 | 1 | 10 | 6  | +4 | 9  |
| Colombia  | 4  | 2 | 0 | 2 | 10 | 8  | +2 | 6  |
| Bolivia   | 4  | 1 | 1 | 2 | 5  | 11 | –6 | 4  |
| Ecuador   | 4  | 0 | 0 | 4 | 2  | 10 | –8 | 0  |

| Ecuador             | 1 – 2 | Paraguay           |
| ------------------- | ----- | ------------------ |
| Suntaxi 73' (ph.đ.) |       | 79', 90+3' Benitez |

| Colombia                                                    | 7 – 2    | Bolivia         |
| ----------------------------------------------------------- | -------- | --------------- |
| Usme 37', 78' · Velasquez 41', 83', 89' · Palacios 58', 87' | Chi tiết | 61', 84' Moreno |

| Colombia     | 1 – 3    | Argentina                                   |
| ------------ | -------- | ------------------------------------------- |
| Palacios 65' | Chi tiết | 16' Hermbruchner · 28' Blanco · 77' Potassa |

| Bolivia   | 1 – 3    | Paraguay                      |
| --------- | -------- | ----------------------------- |
| Moron 75' | Chi tiết | 11', 44' Quintana · 22' Ortiz |

| Argentina | 0 – 0    | Bolivia |
| --------- | -------- | ------- |
|           | Chi tiết |         |

| Ecuador | 0 – 1    | Colombia    |
| ------- | -------- | ----------- |
|         | Chi tiết | 82' Moscoso |

| Paraguay                                 | 3 – 1 | Colombia    |
| ---------------------------------------- | ----- | ----------- |
| Benítez 17' · Villamayor 23' · Ortiz 81' |       | 32' Moscoso |

| Argentina                                                                  | 5 – 0    | Ecuador |
| -------------------------------------------------------------------------- | -------- | ------- |
| González 22' · Manicler 27' · Potassa 38' · Pereyra 59' · Hirmbruchner 70' | Chi tiết |         |

| Bolivia          | 2 – 1    | Ecuador      |
| ---------------- | -------- | ------------ |
| Morón 64', 90+2' | Chi tiết | 71' Gallardo |

| Paraguay      | 2 – 3 | Argentina                                  |
| ------------- | ----- | ------------------------------------------ |
| Ortiz 8', 22' |       | 59' Pereyra · 70' Potassa · 90+2' González |

## Vòng chung kết
| Đội       | Tr | T | H | B | BT | BB | HS | Đ |
| --------- | -- | - | - | - | -- | -- | -- | - |
| Brasil    | 3  | 2 | 1 | 0 | 9  | 1  | +8 | 7 |
| Argentina | 3  | 1 | 1 | 1 | 4  | 1  | +3 | 4 |
| Paraguay  | 3  | 1 | 1 | 1 | 3  | 5  | –2 | 4 |
| Perú      | 3  | 0 | 1 | 2 | 0  | 9  | –9 | 1 |

| Paraguay    | 1 – 1    | Brasil        |
| ----------- | -------- | ------------- |
| Josiane 84' | Chi tiết | 18' Rodríguez |

| Argentina | 0 – 0    | Perú |
| --------- | -------- | ---- |
|           | Chi tiết |      |

| Brasil                                                                           | 7 – 0    | Perú |
| -------------------------------------------------------------------------------- | -------- | ---- |
| Adriane 3' · Marta 6', 45', 49' (ph.đ.) · Renata 17' · Maurine 31' · Josiane 81' | Chi tiết |      |

| Argentina                            | 4 – 0    | Paraguay |
| ------------------------------------ | -------- | -------- |
| Potassa 26', 44' · Manicler 54', 87' | Chi tiết |          |

| Perú | 0 – 2    | Paraguay                |
| ---- | -------- | ----------------------- |
|      | Chi tiết | 14' Riverus · 16' Ortiz |

| Brasil     | 1 – 0    | Argentina |
| ---------- | -------- | --------- |
| Renata 86' | Chi tiết |           |